# 新潟県道528号真田高島線

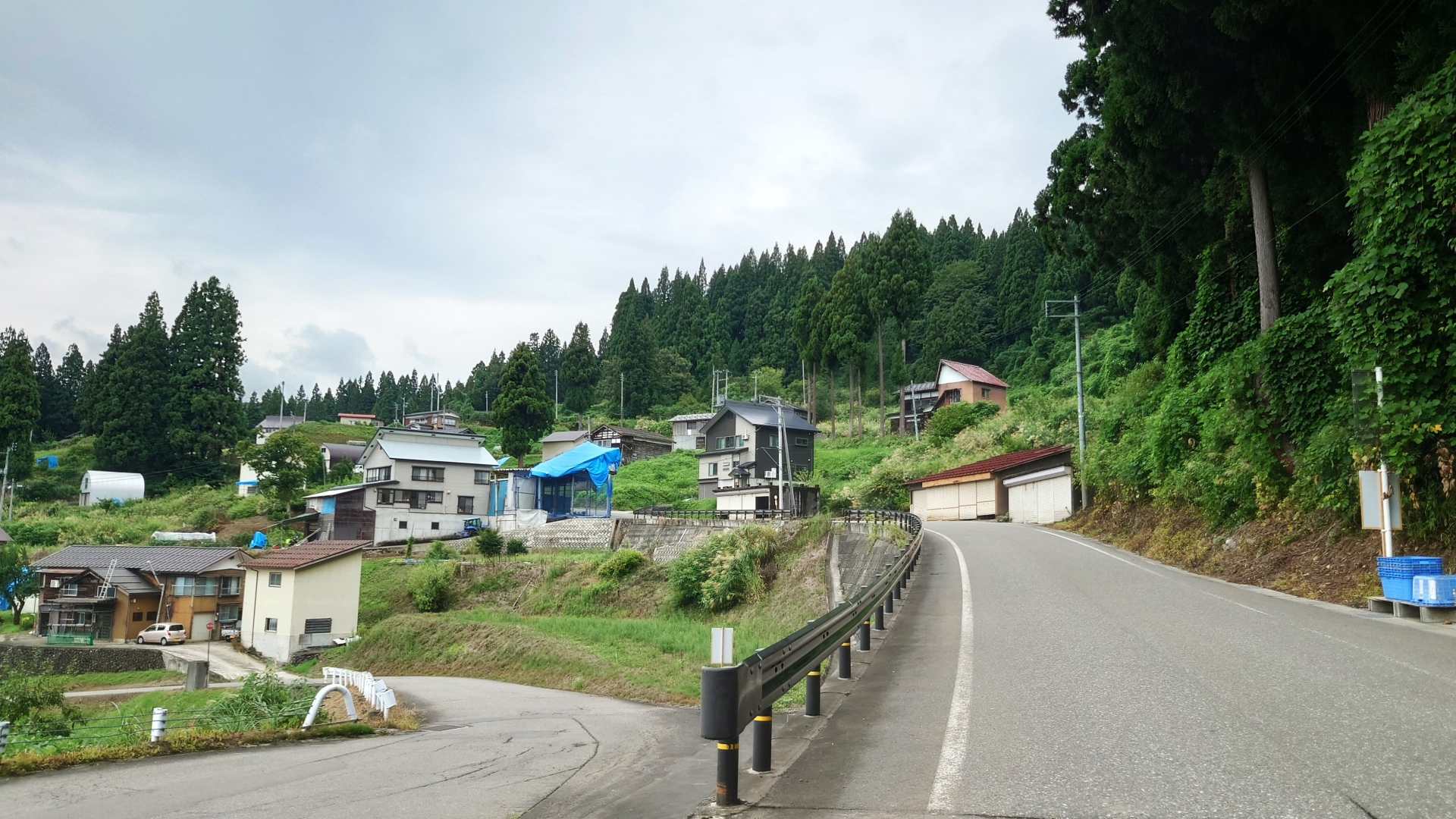
鉢地内

新潟県道528号真田高島線（にいがたけんどう528ごう まだたかしません）は、新潟県十日町市内を通る一般県道である。

## 概要
十日町市名ヶ山付近の新潟県道427号五十子平真田線より分岐し、暗渠（橋梁延長100.0 m）にて浅河原川を渡る。尾根伝いに真田集落を通り、真田トンネル（トンネル延長183.0 m）にて鉢集落へ至る。河岸段丘を穿った鉢沢川の左岸段丘崖を谷に沿って東進し、高島地内にて新潟県道49号小千谷十日町津南線と接続する。ほぼ全線で2車線に満たない区間が続くが、要所要所に待避所になる広い路肩が設けられている。

### 路線データ
- 起点：新潟県十日町市大字真田丙丙2079-1（新潟県道427号五十子平真田線交点）
- 終点：新潟県十日町市大字高島（新潟県道49号小千谷十日町津南線交点）

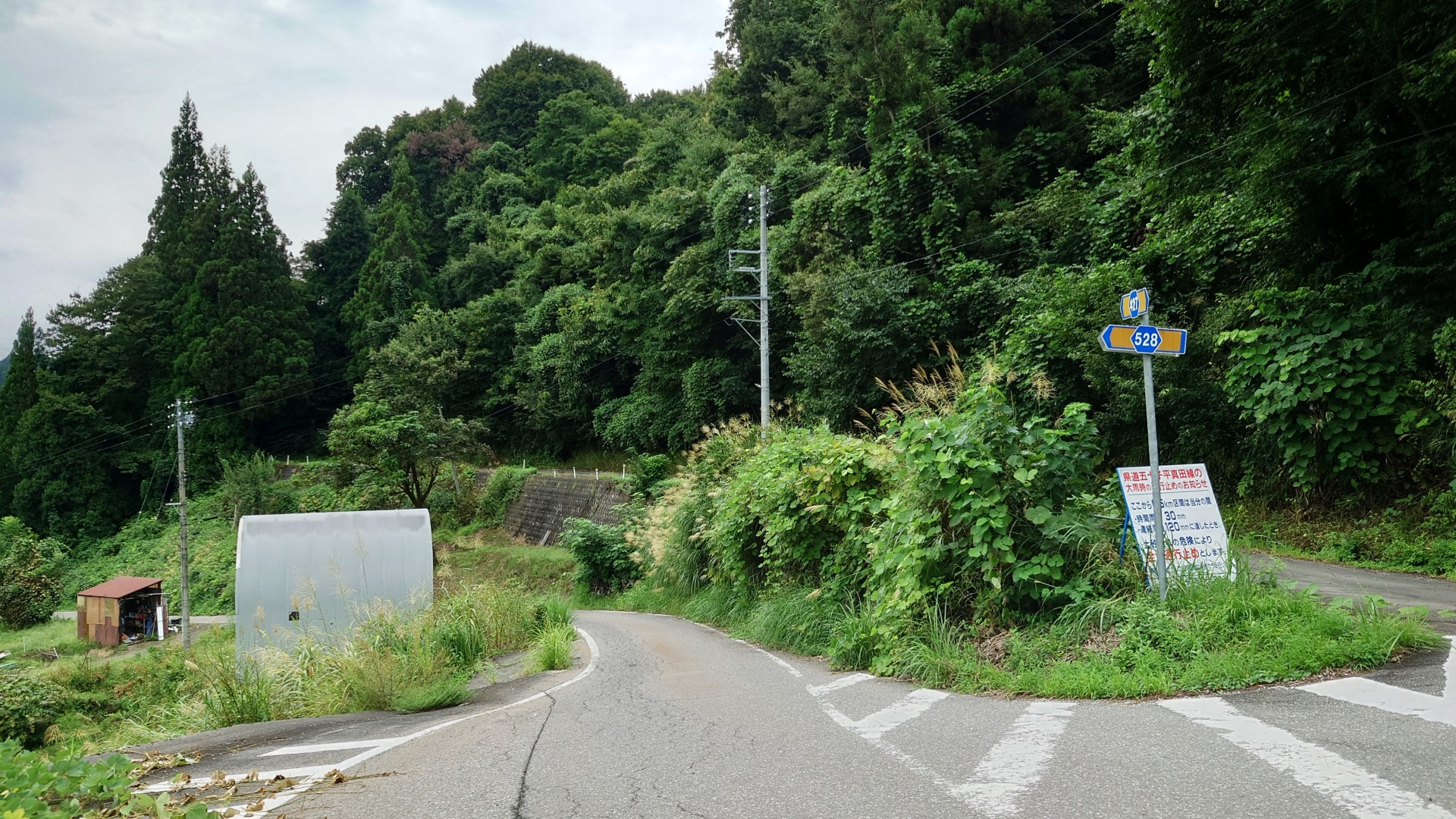
終点より起点側を撮影
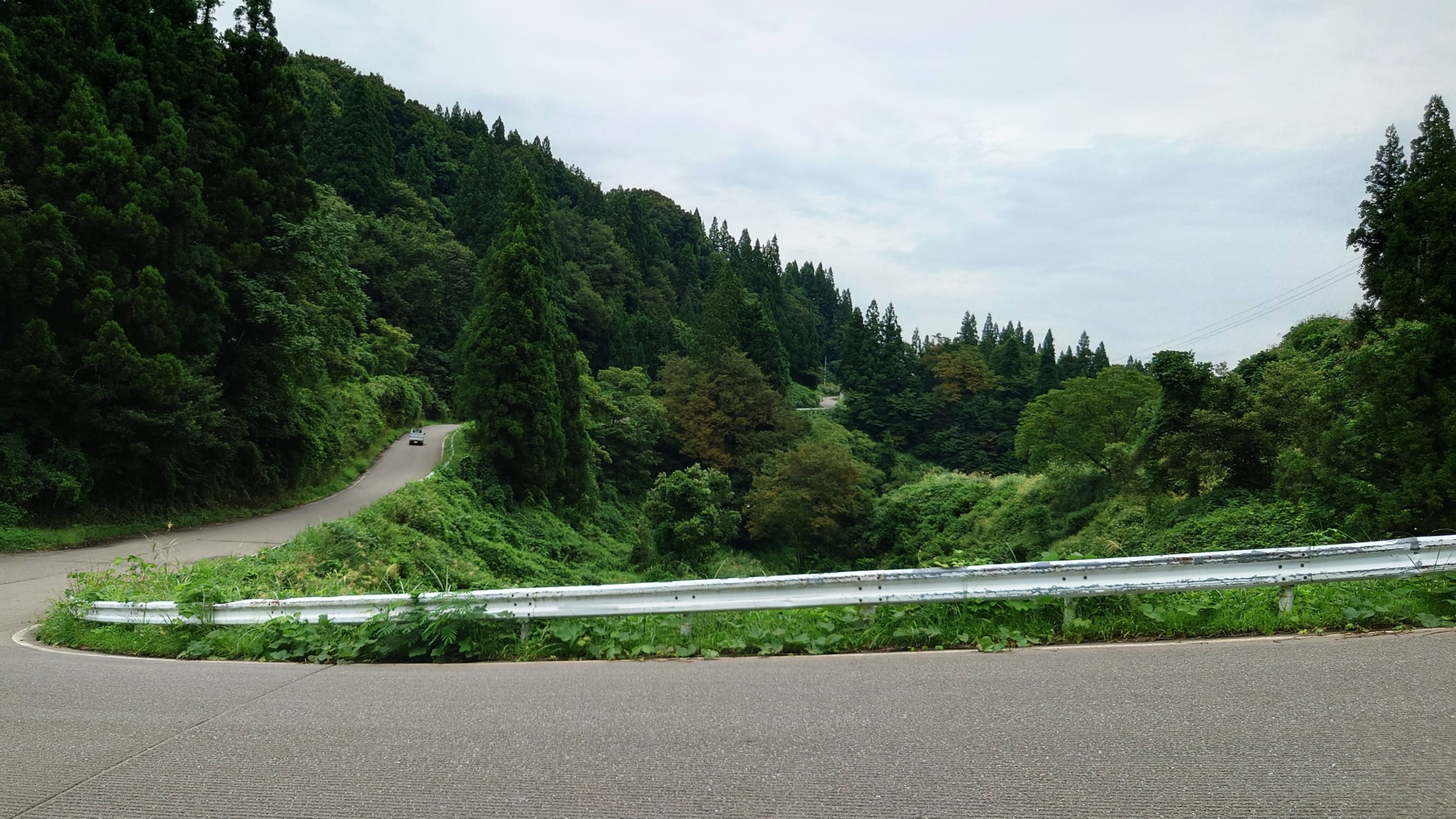
浅河原川を渡る箇所
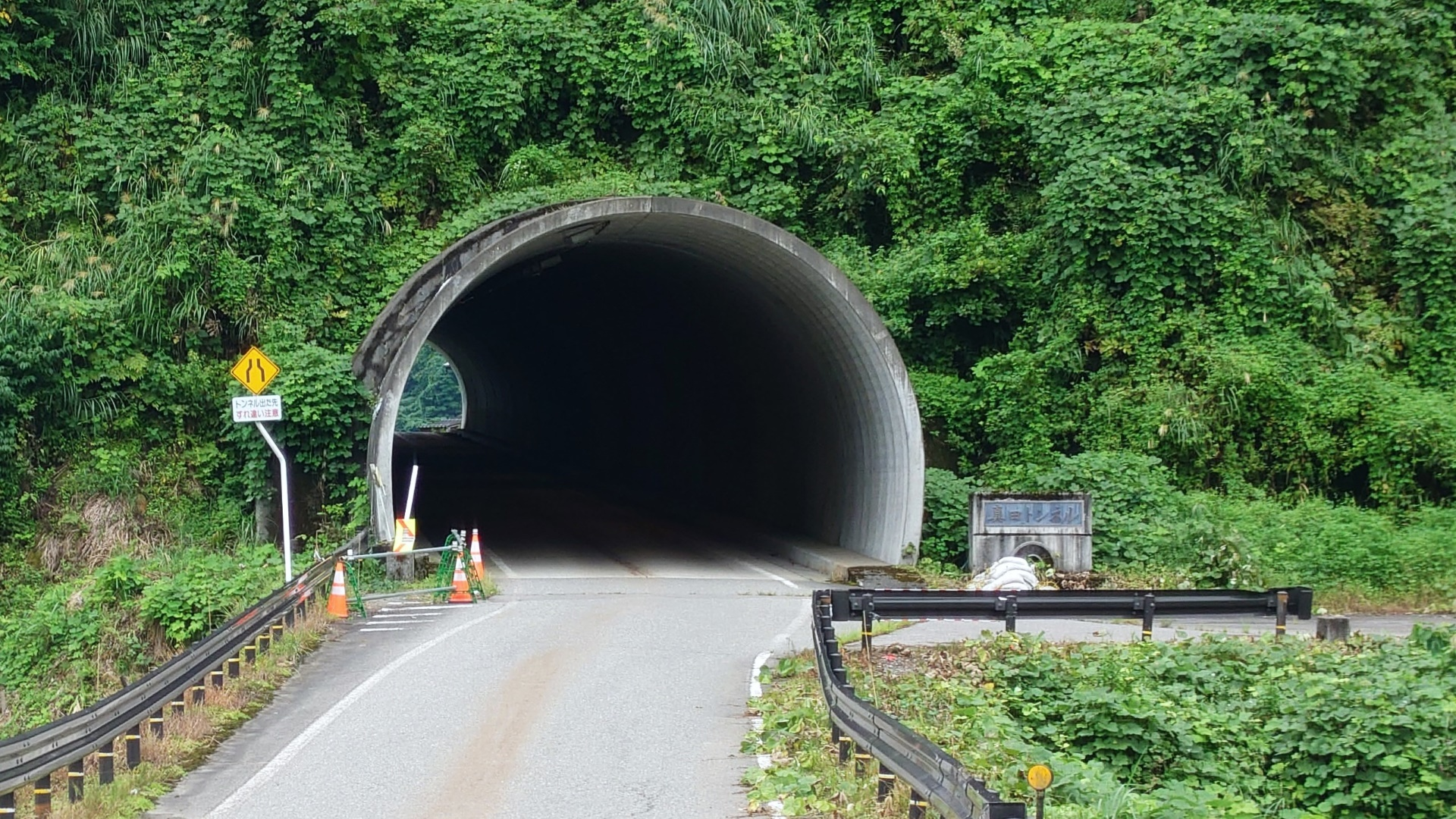
真田トンネル名ヶ山側坑口

## 地理

### 通過する自治体
- 新潟県十日町市

### 接続する道路
- 新潟県道427号五十子平真田線
- 新潟県道49号小千谷十日町津南線